# 박창순 (프로듀서)
박창순(朴昌淳, 1947년  ~ )은 대한민국의 EBS의 방송프로듀서였다.  

## 학력
- 구례농업고등학교
- 서라벌예술대학 문예창작 학사
- 중앙대학교 신문방송대학원 시청각학 석사

## 경력
- 1992 EBS 제작본부 TV제작2부 부장
- 1994 EBS 제작본부 TV제작1부 부장
- 1995 EBS 제작본부 위원
- 1996 EBS 기획제작부 부장
- 1998 EBS 제작관리팀 제작위원
- 2000 ~ 2000 한국교육방송공사 교양제작국 사회팀 제작위원
- 2002 ~ 2003 한국교육방송공사 방송본부 TV제작1국 국장대우
- 2003 한국교육방송공사 편성실 실장
- 2003 ~ 2005 EBS 방송본부 본부장
- 2004 여의도클럽 운영이사

## 주요 연출작품
- 1998년 EBS 통일조국을 가다
- 1997년 EBS 통일의 길
- 1993년 EBS 하나뿐인 지구

## 수상 경력
- 1997년 제3회 통일언론상 특별상
- 2002년 제14회 한국어문상 협회장상